# Kari Solem Aune
Kari Solem Aune, född 1 december 1974 i Trondheim, är en före detta norsk handbollsspelare, mittsexa. 

## Klubblagsspel
Född och uppväxt i Trondheim representerade hon Byåsen IL under det mesta av sin karriär. Under två säsonger 1998–2000 representerade hon enligt EHF Borussia Dortmund i Tyskland. Men det var bara på pappret. Solem var mittsexa i Byåsen IL från 1990 till 2001. Med Byåsen vann hon NM-finalen (norska cupen) 1991. Skador präglade den sista delen av hennes aktiva karriär. Då det var tänkt att hon skulle spela för Borussia blev det inget av på grund av skadorna.

## Landslagsspel
Kari Solem spelade 24 landskamper i Norges ungdomslandslag och stod för 49 mål i dessa. Hon gjorde landslagsdebut mot Sverige den 31 juli 1994 i en segermatch där Norge vann 20-16 och Solem stod för 2 mål. Sista landskampen 28 oktober 1998 mot Tyskland då Norge vann med 30-18 och Solem gjorde sitt sista landslagsmål. Mellan 1994 och 1998 spelade hon hela 110 landskamper och stod för 214 mål i landslaget vilket visar att Norge spelade väldigt många landskamper under dessa år. 1996 representerade hon Norge i sommar OS i Atlanta där Norge slutade på fjärde plats. Hon var med och erövrade  EM-bronset med Norge i EM 1994 i Tyskland. Både i europamästerskapet 1996 och i världsmästerskapet 1997 fick Solem och norskorna finna sig i att förlora finalen mot Danmark.